# God Created the Integers
God Created the Integers: The Mathematical Breakthroughs That Changed History är en antologi från 2005, redigerad av Stephen Hawking, med utdrag från trettioen av de viktigaste verken i historien om matematik. 
Antologin innehåller verk av följande matematiker: Euklides, Arkimedes, Diofantos, René Descartes, Isaac Newton, Leonhard Euler, Pierre-Simon Laplace, Joseph Fourier, Carl Friedrich Gauss, Augustin Louis Cauchy, Nikolai Ivanovich Lobachevsky, János Bolyai, Évariste Galois, George Boole, Bernhard Riemann, Karl Weierstrass, Richard Dedekind, Georg Cantor, Henri Lebesgue, Kurt Gödel och Alan Turing.